# Ctibor Rybár
Ctibor Rybár (narozen 25. května 1920 v Bratislavě jako Tibor Fischer, zemřel 13. února 2013 v Praze) byl dlouholetý šéfredaktor Nakladatelství Olympia a autor řady průvodců po Československu a především pak knih, zabývajících se Prahou.

## Život
Narodil se do židovské rodiny, otci Zigmundovi Fischerovi a matce Stefanii Ecksteinové. V březnu 1941 nastoupil vojenskou službu u VI. pracovného práporu jako robotník-Žid, po půl roce však byl na základě falešné lékařské zprávy propuštěn do civilu. Následně ilegálně překročil hranice do Maďarska, kde zůstal žít s falešnou identitou. Koncem roku 1942 byl zatčen, na poslední chvíli se mu však podařilo uniknout z transportu. S novou falešnou identitou žil nadále v Budapešti až do konce roku 1943, kdy byl opět zatčen. V budapešťské věznici Markó zůstal do prosince roku 1944, kdy byl na rozkaz falešného důstojníka SS (převlečeného židovského odbojáře) propuštěn. Konec války ho pak zastihl v jednom z chráněných domů Raoula Wallenberga.
Po válce si změnil jméno z Fischera na Rybára a přestěhoval se do Prahy. Tam vystudoval práva a začal pracovat na Ministerstvu zahraničních věcí, později působil jako legační tajemník na československé ambasádě v Ankaře a jako generální konzul v Istanbulu. Konec diplomatické kariéry přišel v roce 1953, kdy byl zatčen jako člen sionisticko-trockistické skupiny kolem Artura Londona a obžalován z velezrady. Vězněn byl dva měsíce a i když nakonec odsouzen nebyl, na své původní místo na ministerstvu se vrátit již nesměl.
Zaměstnání našel až ve Státním výboru pro tělovýchovu a sport, odkud odešel do Nakladatelství Olympia, kde byl od 60. let až do roku 1984 šéfredaktorem. Z tohoto místa se zasloužil o vydávání knih Jana Wericha, Miroslava Horníčka, Waldemara Matušky, Oty Pavla a dalších. Pro českého čtenáře pak objevil knihy Dicka Francise.
Během svého působení v Olympii napsal několik průvodců po Praze a Československu. V publikační činnosti pokračoval i po odchodu do důchodu. V roce 1991 vydal své asi nejdůležitější dílo Židovská Praha, glosy k dějinám a kultuře, které jako první zmapovalo dějiny židovského osídlení v Praze a pražské židovské kultury. Kniha obsahuje i vyčerpávající přehled pražských židovských památek. Jeho poslední knihou je autobiografie Do půlnoci času dost z roku 2008.
Zemřel 13. února 2013, o dva dny později byl pochován na Novém židovském hřbitově v Praze, jen několik metrů od svého oblíbeného autora Oty Pavla.

## Dílo
- V rytmu krásy a radosti : 15 let čs. tělesné výchovy - STN, 1960
- Den v Praze - Olympia, 1968
- Praha : Průvodce-informace-fakta  - Olympia, 1975
- Československo : sprievodca  - Šport, 1981
- Co je co v Praze  - Pressfoto, 1989
- Židovská Praha : Glosy k dějinám a kultuře : Průvodce památkami - TV Spektrum, Akropolis, 1991
- Tři dny v Praze  - Panorama, 1991
- Ulice a domy města Prahy  - Victoria Publishing, 1995
- 100 památek historických měst pražských  - Libri, 1998
- Do půlnoci času dost - Academia, 2008

pozn. - většina knih byla přeložena do angličtiny a němčiny, některé i do dalších jazyků: italštiny, francouzštiny, ruštiny, polštiny aj.